# Amaldus Nielsen

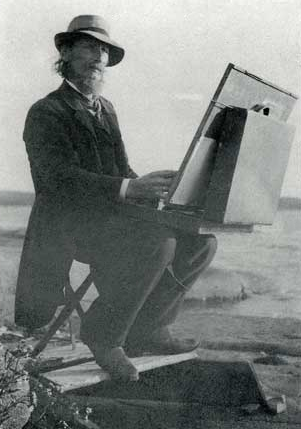
Amaldus Nielsen bei der Freilichtmalerei, 1894

Amaldus Clarin Nielsen (* 23. Mai 1838 in Mandal; † 10. Dezember 1932 in Oslo) war ein norwegischer Maler.
Er ist vor allem für seine akkuraten wie stimmungsvollen Ölgemälde südnorwegischer Landschaften bekannt. In Skandinavien wird er häufig als „Der Küstenmaler“ (kystens maler) oder „Der Maler der Region Sørland“ (Sørlandets maler) bezeichnet. Er gilt zudem als erster norwegischer Landschaftsmaler des Realismus, der konsequent draußen, direkt in der Natur, und stark an natürlichen Gegebenheiten orientiert malte und damit der „künstlichen“, nationalromantischen Strömung seiner Zeit entgegenstand. Sein Schaffen, insbesondere die vielen Meeresmotive, sind geprägt durch natürliche Farbgebung, hohe Detailtreue und intensives Lichtspiel.

## Leben

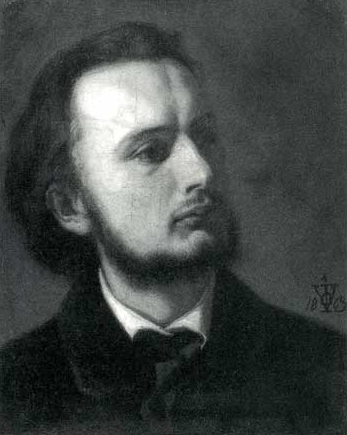
Amaldus Nielsen, Porträt von Olaf Isaachsen, 1863

Amaldus Nielsen wurde als Sohn des Schiffers und Kaufmanns Niels Nielsen und dessen Frau Andrea Marie in Mandal, der südlichsten Stadt Norwegens, geboren, wo er auch seine Kindheit verbrachte. Von 1854 bis 1856 studierte er an der Königlich Dänischen Kunstakademie in Kopenhagen. Anschließend ging er – wie auch andere norwegische Maler seiner Generation – von 1857 bis 1859 zu Hans Gude an die Kunstakademie Düsseldorf (siehe auch: Düsseldorfer Malerschule) und war dann zehn Jahre später an der Kunstakademie in Karlsruhe erneut Gudes Schüler. Gemeinsam mit Adolph Tidemand war Gude Hauptvertreter der „Norwegischen Romantik“. In der Ausbildung verfeinerte Amaldus Nielsen vor allem seine Technik – der motivischen Schule der Romantik war er hingegen kaum verbunden.
Als einer der ersten blieb er nach seiner Ausbildung nicht in Deutschland, sondern kehrte nach Norwegen zurück, um sich dort von seiner Kunst zu ernähren. Er unternahm vielfältige Reisen, vorwiegend durch Norwegen, unter anderem aber auch nach Spanien, wo er in Cádiz für einige Zeit besonders die Lichtreflexion im Wasser studierte.

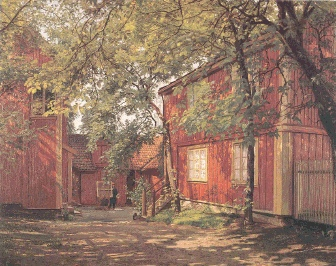
Das Ölgemälde „Morgen“ von 1900 zeigt das „Amaldhus“, Nielsens langjährigen Wohnsitz in Oslo, Majorstuveien 8

1868 heiratete er Johanne Nicoline Augusta Vangensten. 1869 zog die junge Familie in den Stadtteil Majorstua von Christiania, wie Oslo damals noch hieß. Das später „Amaldhus“ genannte Haus, Majorstuveien 8 (Hegdehaugen), blieb bis zu seinem Tod Wohnsitz der Familie Nielsen; später wohnte dort Thor Heyerdahl.
1886 starben Nielsens Frau und drei der gemeinsamen elf Kinder bei einer Diphtherieepidemie. Im Alter von 50 Jahren heiratete Amaldus Nielsen 1888 seine zweite Frau Ambor Laura Møller Tandberg.
Später gab er das Reisen weitgehend auf und konzentrierte sein Schaffen auf Weiterentwicklungen früherer Motive und Bilder der näheren Umgebung. 1932 starb er im Alter von 94 Jahren in Oslo.

## Werke
Als Landschaftsmaler beschäftigte sich Nielsen vor allem mit der Darstellung der ihm seit seiner Kindheit gut bekannten, heimischen Skagerrakküste, zeichnete und malte aber auch Fjorde und allgemeine Meeres- bzw. Küstenmotive. Seine Stärke waren extrem breitformatige Landschaften, die trotz vereinzelter Figuren und Boote einsam wirken und eine unübertroffene Ruhe ausstrahlen. Nur ein geringer, vorwiegend in späteren Jahren entstandener Teil von Amaldus Nielsens Werken zeigt Menschen oder städtische Motive als wesentliche Bildbestandteile.
Seit Nielsens Familie 1933, ein Jahr nach seinem Tod, den Großteil der Sammlung der Stadt Oslo gespendet hatte, besitzt das kommunale Stenersen-Museum mit gut 300 Gemälden und 100 Zeichnungen aus den Jahren 1856 bis 1932 die umfangreichste Sammlung seiner Werke. Das Museum in Nielsens Geburtsort Mandal kann mit weiteren 130 Werken aufwarten, davon werden über 70 im Rahmen der Dauerausstellung gezeigt. Einzelne Werke sind zudem in Kristiansand im Sørlandets Kunstmuseum, in Museen in Bergen und Trondheim sowie in der Norwegischen Nationalgalerie in Oslo zu sehen.
Nielsens bekanntestes Gemälde ist das 1885 fertiggestellte Morgen ved Ny-Hellesund (der Ort gehört zu Søgne), das in der norwegischen Nationalgalerie gezeigt wird. Das auch Morgen i Ny-Hellesund genannte Motiv hat Nielsen über die Jahre immer wieder in unterschiedlichen Versionen gemalt. Ebenfalls zu den bekannteren Werken gehören Aften ved Fredrikstad von 1909 und Hodnestranden von 1914; letzteres befindet sich in der Storebrand-Kunstsammlung in Oslo.

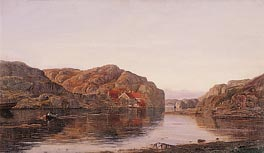
Morgen ved Ny-Hellesund (1885)
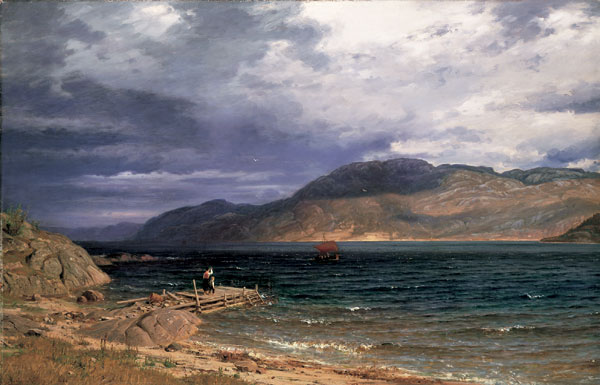
Ænes ved Hardangerfjord (1886)
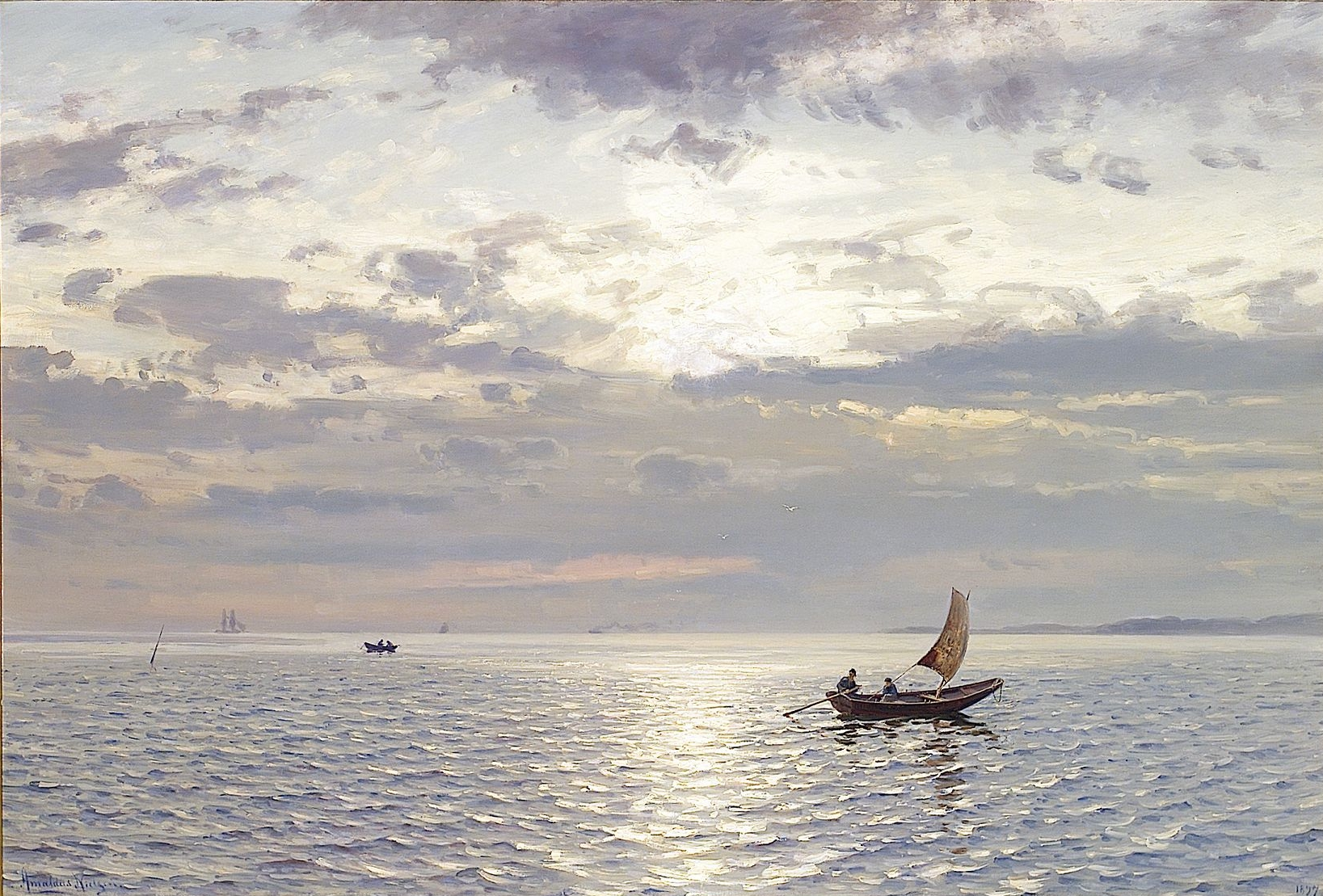
Aftenstemning over havet (1897)
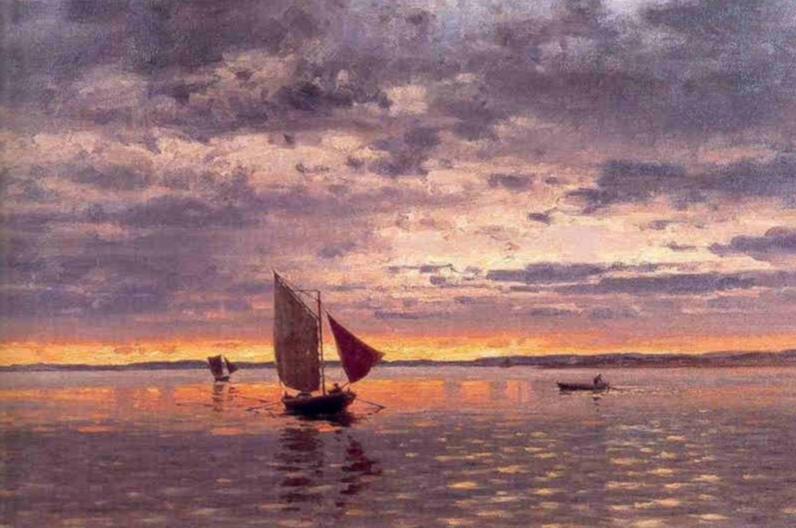
Aften ved Frederiksstad (1909)

## Literatur

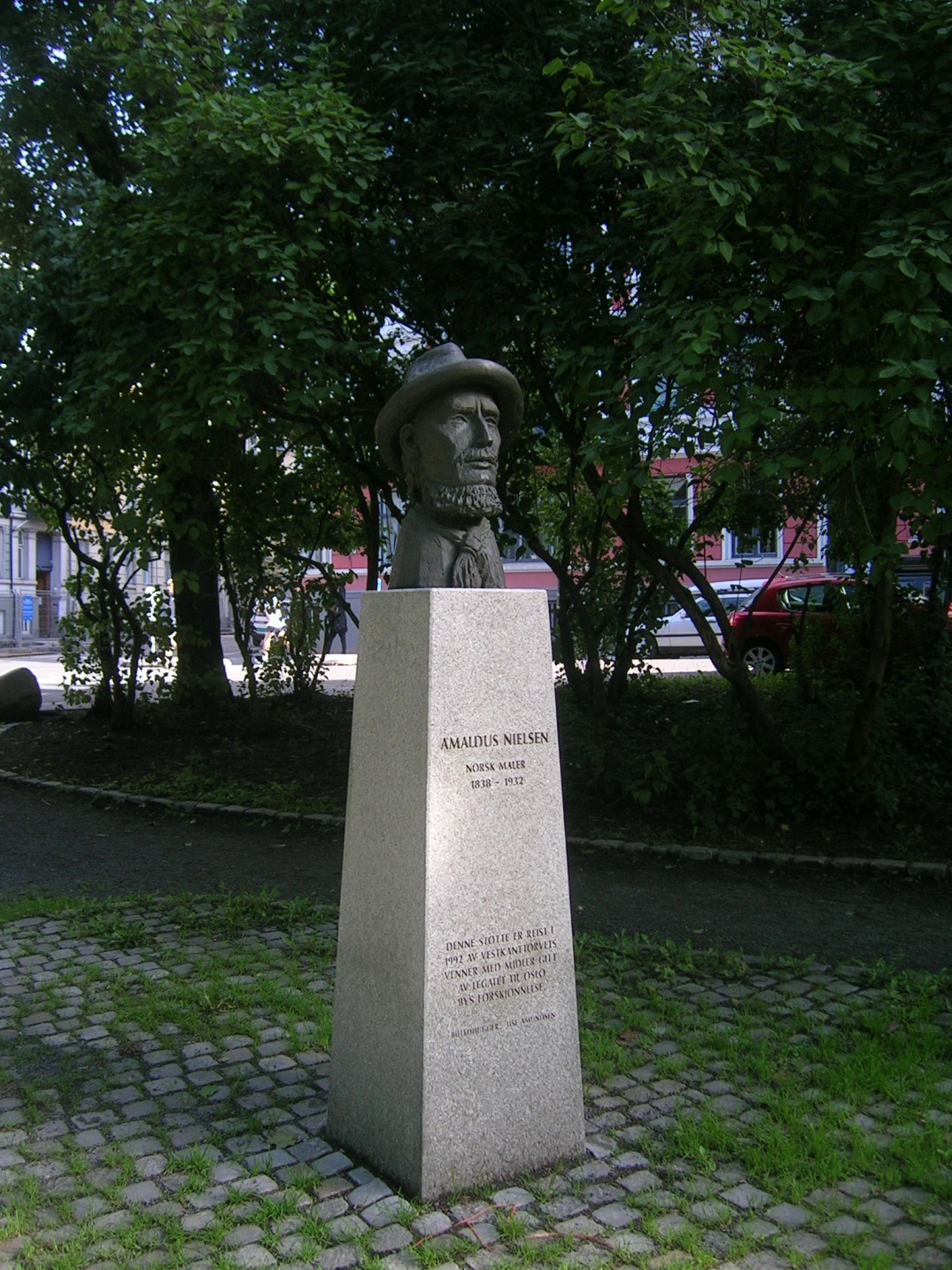
Nielsen-Denkmal in Oslo